# Natalia Sadowska
Natalia Sadowska (ur. 27 lipca 1991 w Mławie) – polska zawodniczka grająca w warcaby stupolowe. Dwukrotna mistrzyni świata w warcabach (2016 i 2018).

## Życiorys
Do szkoły podstawowej Natalia Sadowska chodziła w rodzinnej miejscowości, we wsi Windyki. Grać w warcaby nauczyła się od taty i dziadka już w wieku sześciu lat. Jak sama wspomina, w dzieciństwie była to jej główna rozrywka. Po dwóch latach wygrała turniej szkolny. Od tej pory zaczęła uczestniczyć w różnych turniejach organizowanych na szczeblach gminy, powiatu, województwa i kraju. W 2001 zajęła trzecie miejsce na mistrzostwach Europy U-10. Liceum Sadowska skończyła we Mławie. W 2015 ukończyła studia w Akademii Obrony Narodowej w Warszawie, broniąc pracę magisterską na temat: „Bezpieczeństwo publiczności na Stadionie Narodowym w Warszawie”. Na ostatnim roku studiów Sadowska postanowiła grać w warcaby zawodowo. Od 2015 jest trenerem został białoruski arcymistrz Eugeniusz Watutin. 
W 2015 na mistrzostwach świata w Wuhanie zdobyła srebrny medal, który daj jej prawo gry w meczu o tytuł. W 2015 związała się z holenderskim klubem MTB Hoogeveen. 
W 2016 w Karpaczu została IX Mistrzynią Świata Kobiet pokonując w meczów o tytuł Olgę Kamyszlejewą (Białoruś/Holandia). W 2017 na mistrzostwach świata w Tallinnie zajęła czwarte miejsce. W 2018 w Szczecinie na mistrzostwach Polski Sadowska stała się pierwszą kobietą, która zwyciężyła w mistrzostwach kraju open. Tytuł mistrza Polski obroniła w finale MP w Mińsku Mazowieckim w maju 2019. W 2018 na mistrzostwach świata w Rydze zdobyła złoty medal. Zwyciężyła z szesnastokrotną mistrzynią świata, łotewską warcabistką, Zoją Golubevą. Sadowska miała szansę zdobyć tytuł mistrzyni świata po raz trzeci w 2021 roku, ale w meczu z Tamara Tansykkużyną musiała uznać wyższość rywalki. W 2024 roku w Osowej po raz trzeci w karierze zdobyła tytuł Mistrza Polski w kategorii open. 